# ポズナン
ポズナンまたはポズナニ（Poznań (ポーランド語: [ˈpɔznaj̃] [ˈpɔznaɲ] ( 音声ファイル))）は、ポーランド西部に位置する、ポーランド最古の都市の一つで、中世ポーランド王国の最初の首都である。ラテン語名はポスナニア（Posnania）、ドイツ語名はポーゼン（Posen）、イディッシュ語名は פויזן (Poyzn)。ヴィエルコポルスカ県の県都である。人口は約53万人で、これはポーランド5番目の規模である。ポーランド分割後、プロイセン王国に管理され、1871年にはドイツ統一となりドイツ帝国となった。

## 名称
ポーランド語の「知る（znać）」（この単語は古い時代から変わっていない）の分詞「poznan(y)」からで、意味は「知られている（人、場所、もの）」。したがって、「ポズナニ」の意味は「有名な人の（持つ）街」ないし「有名な街」。

## 地勢・産業
ヴァルタ川に臨む河港市で、歴史的重要な中心地でもある。古くから商業都市として栄えてきており、文化、学術、商工業の中心地としても知られる。毎年6月上旬に行われる国際見本市の開催地でもある。約150キロ南にヴロツワフ、200キロ東にウッチ、250キロ西にドイツのベルリンが位置している。

## 歴史

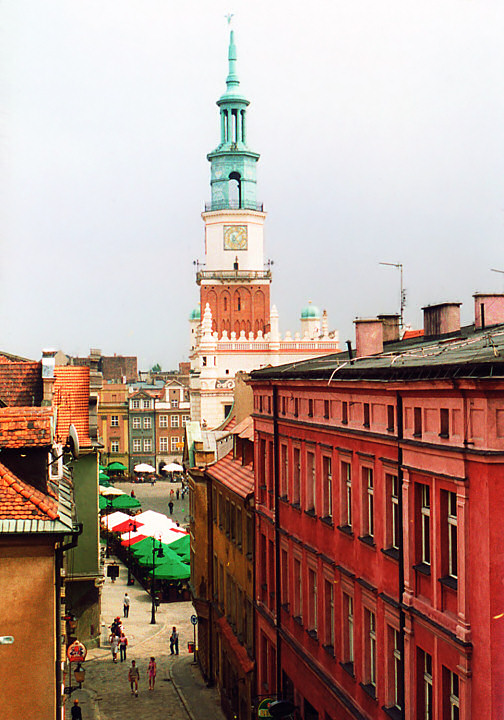
ポズナン旧市街

この地には石器時代から人が住んでいたが、8世紀から9世紀に形成されたスラヴ人の城塞集落が都市としてのポズナンの起源とされる。10世紀に入るとここを拠点とするポラン族（レフ族、現ポーランド人）の勢力が周辺に拡大しポズナンはその中心都市となった。966年、郊外のグニェズノにポーランドで最初のカトリック司教座がおかれ、ポズナンはポーランド王国（966年当時はポーランド公国で、ポーランドが王国になったのは1025年）の最初の首都となった。異教時代のポズナンの神殿は取り壊されてポズナン大聖堂が建てられた。モンゴルのポーランド侵攻後、東方植民と十字軍運動によりドイツ人などが多く招かれて入植、都市開発も手がけた。
ポズナンは昔からの交通の要所であり、ドイツ騎士団のハンザ同盟加盟都市として繁栄した。17世紀の三十年戦争、18世紀の北方戦争に巻き込まれ、一時街は荒廃した。18世紀後半、第2次ポーランド分割によってプロイセン王国に併合された。19世紀初頭、ナポレオン・ボナパルトによってワルシャワ公国が建てられるとその領土に含まれるが、ウィーン体制下でポズナン大公国として再びプロイセンの支配下におかれた。第一次世界大戦後、ポーランドの独立にともなってポーランド領となった。第二次世界大戦ではドイツ軍とソ連軍の激しい戦闘によりポズナン市街地全体の55%が破壊された。特に旧市街中心部はその90%以上が破壊されたが、戦後、残された資料を元にポーランド人の手によって完全に復元された。スターリン批判直後の1956年6月には反ソ連暴動が発生した。東欧革命によりポーランドが民主化した直後の1990年には市議会の完全自由選挙が行われた。1999年には地方自治体の再編が行われ、ポズナンはヴィエルコポルスカ県（大ポーランド県）の県都およびポズナン郡の郡都となった。交通の要所にある商業都市で、博覧会が頻繁に催され、鉄道や高速道路といった道路交通網のアップグレードが急ピッチで進んでいる。2012年にはサッカーの欧州選手権大会（ユーロ2012）の会場の一つとなる。夏至の夜に数千のランタン（天灯、スカイランタン）を天空に飛ばす宗教的な祭り「聖ヨハネ祭」で有名。

## 交通
- ポズナン市電

## 教育
市内にある高等教育機関
- ポズナン大学（アダム・ミツキェヴィチ大学）
- ポズナン・カロル・マルチンコフスキ医科大学
- ポズナン経済大学
- ポズナン美術学校
- ポズナン・イグナツィ・ヤン・パデレフスキ音楽学校
- ポズナン工科大学

## ギャラリー

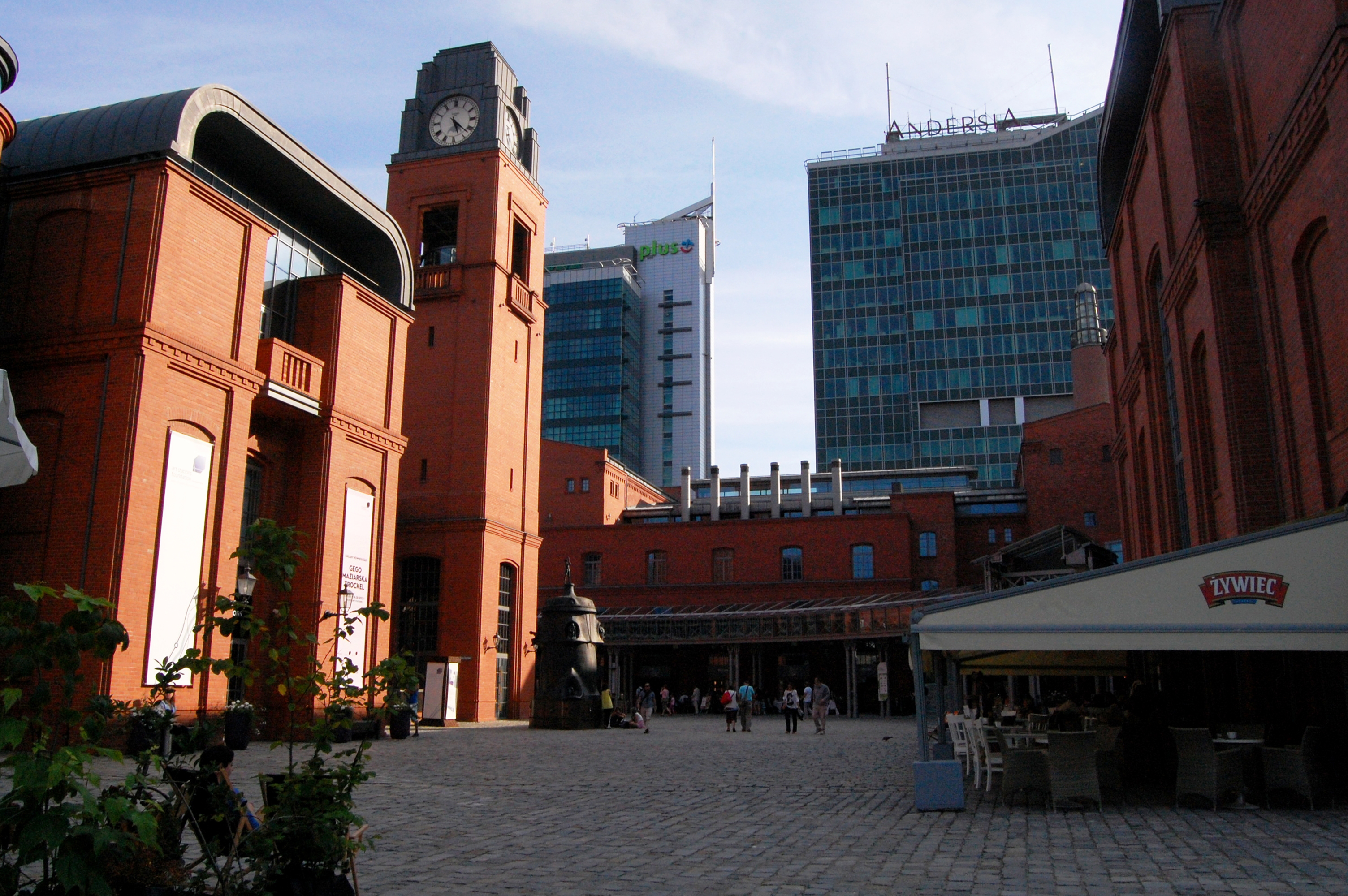
ポズナンCBD
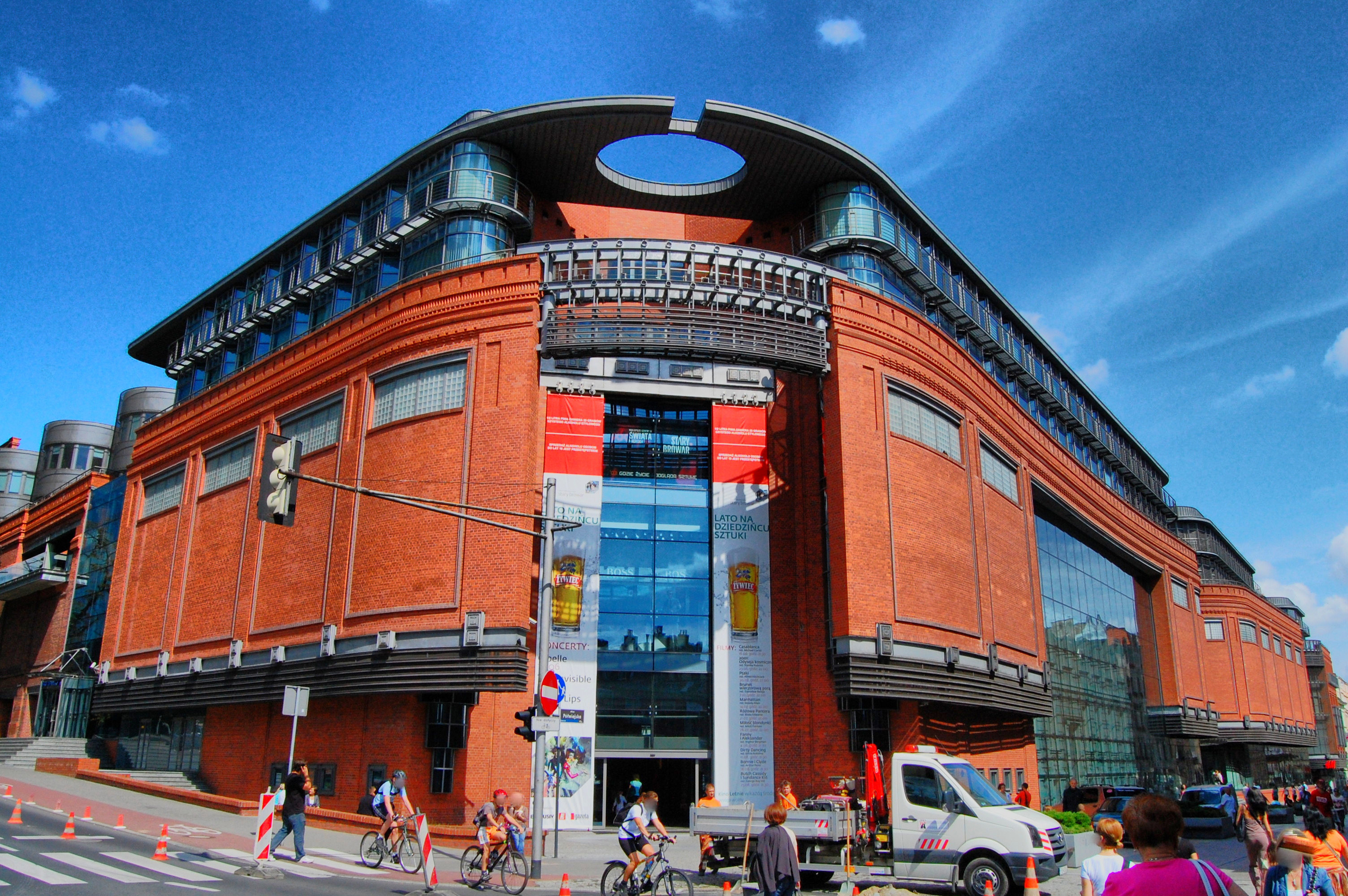
ショッピングモール
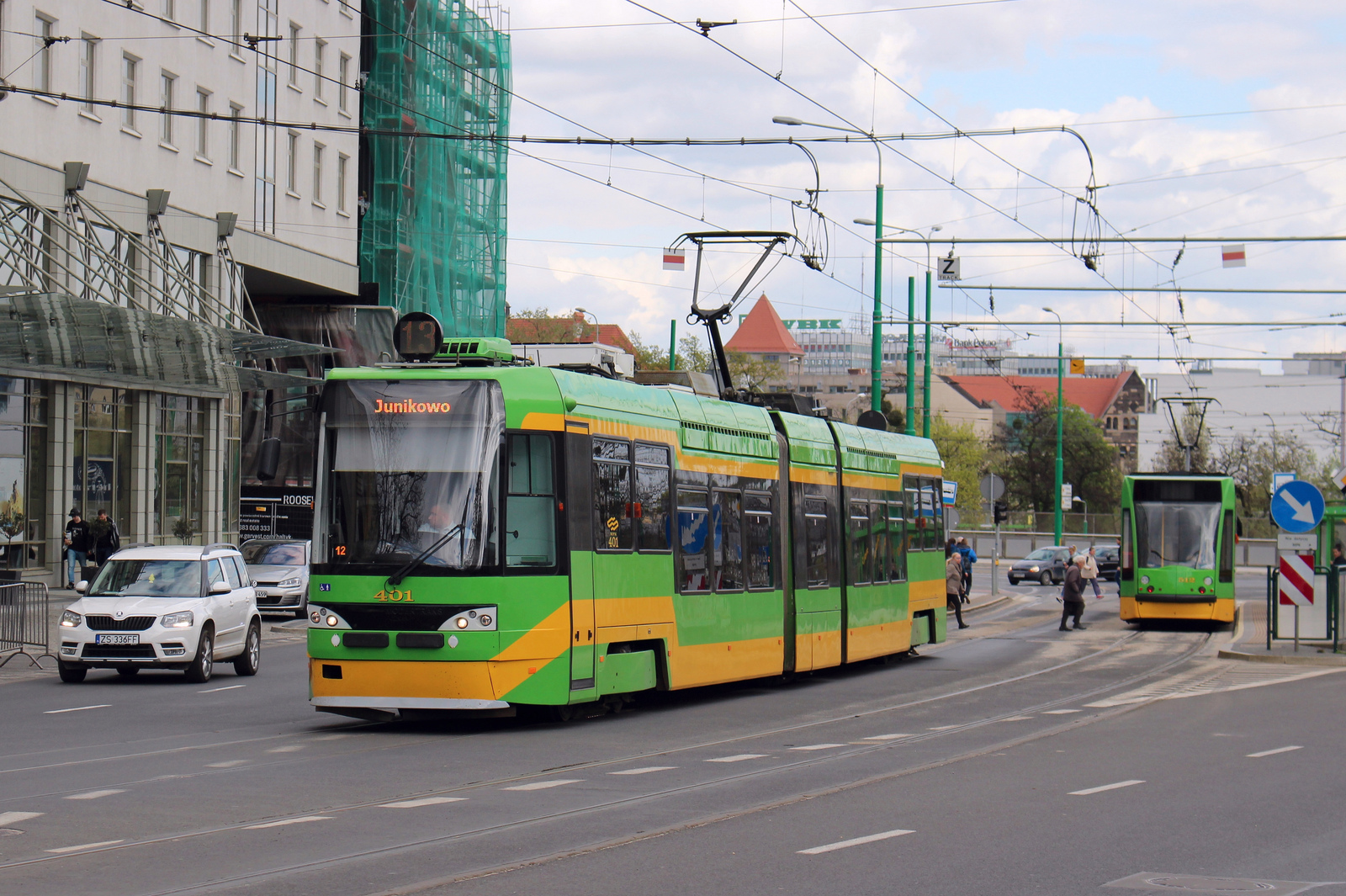
路面電車
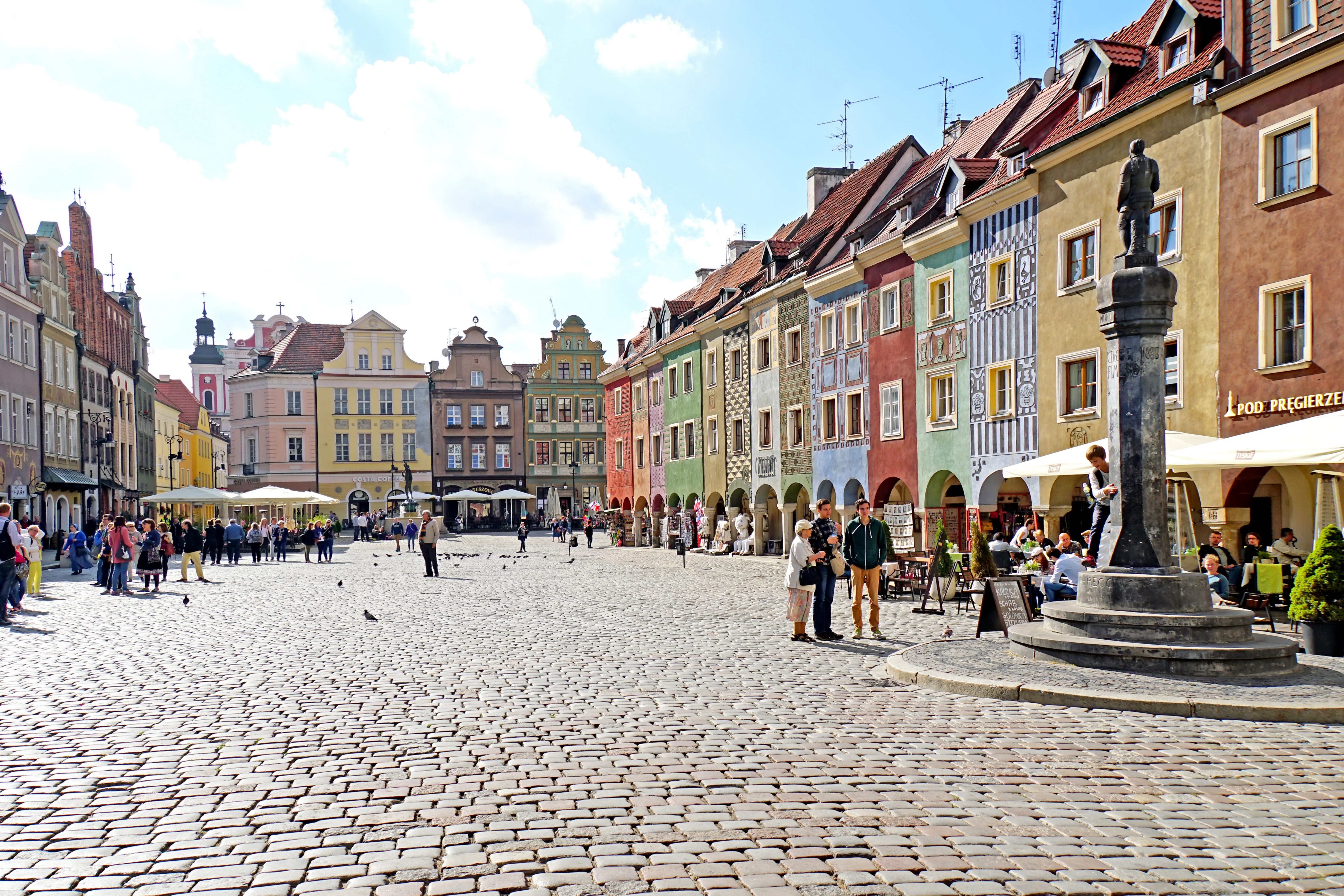
市場広場（旧市街）
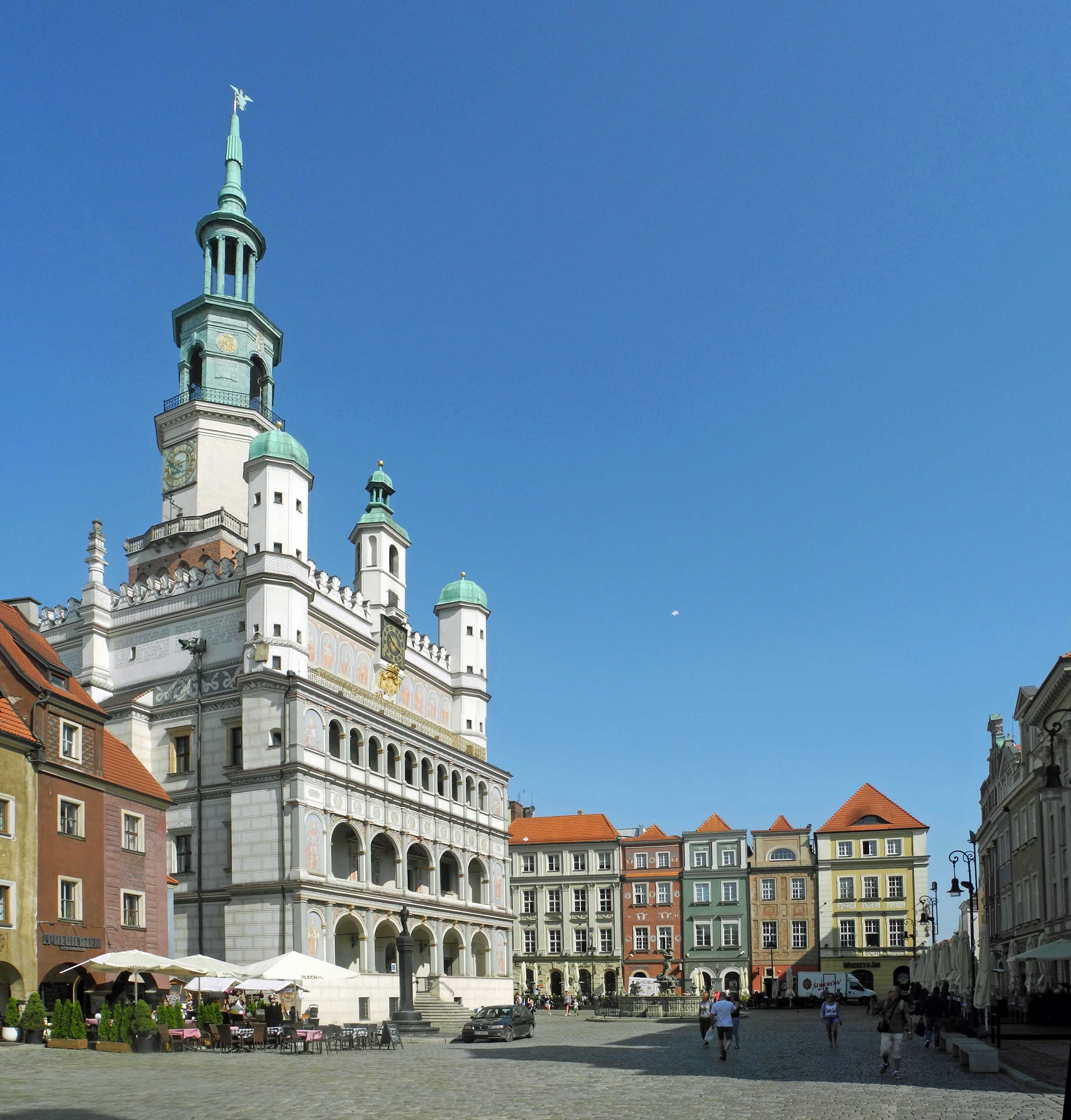
タウンホール（旧市街）
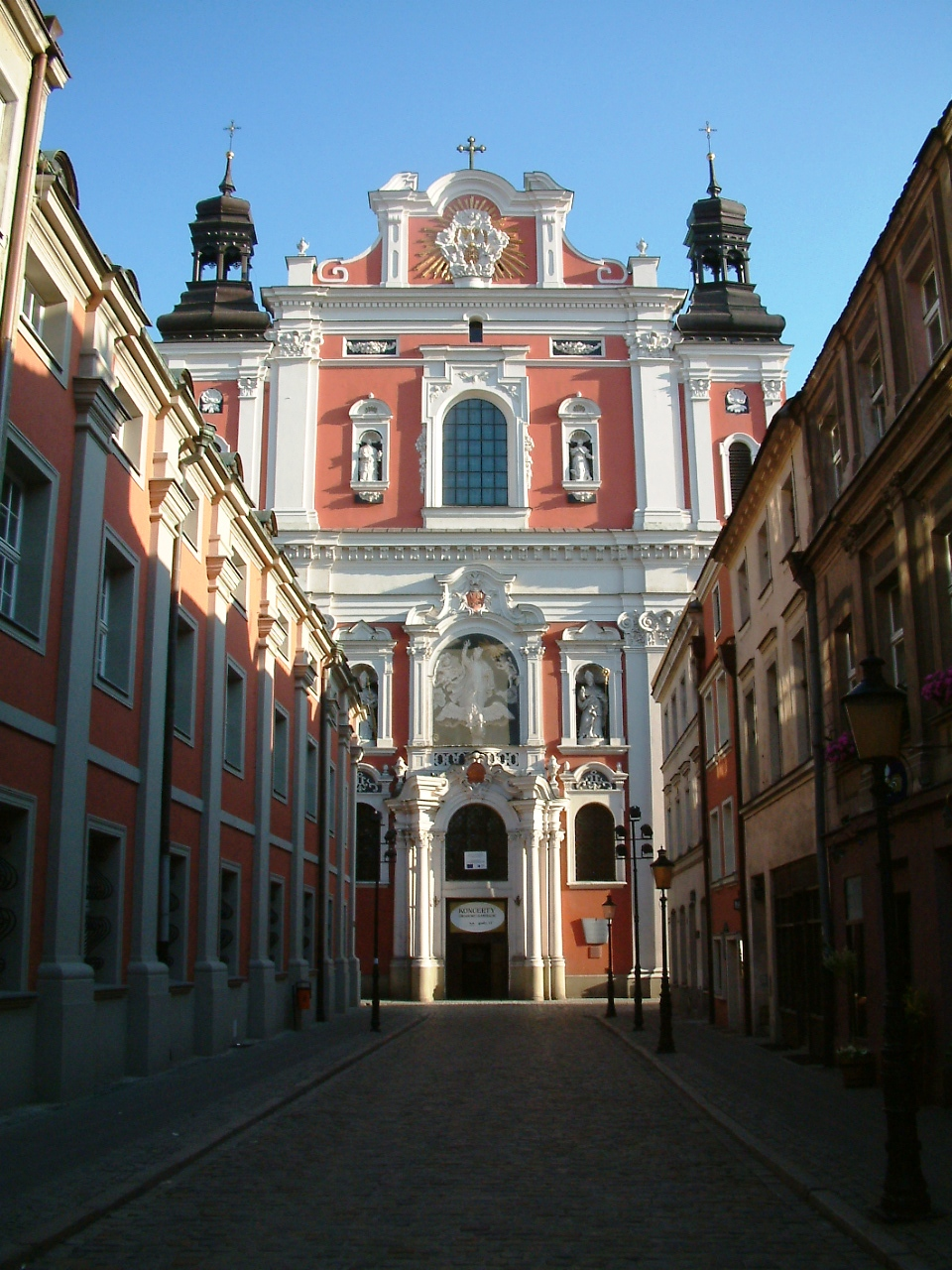
イエズス会（旧市街）
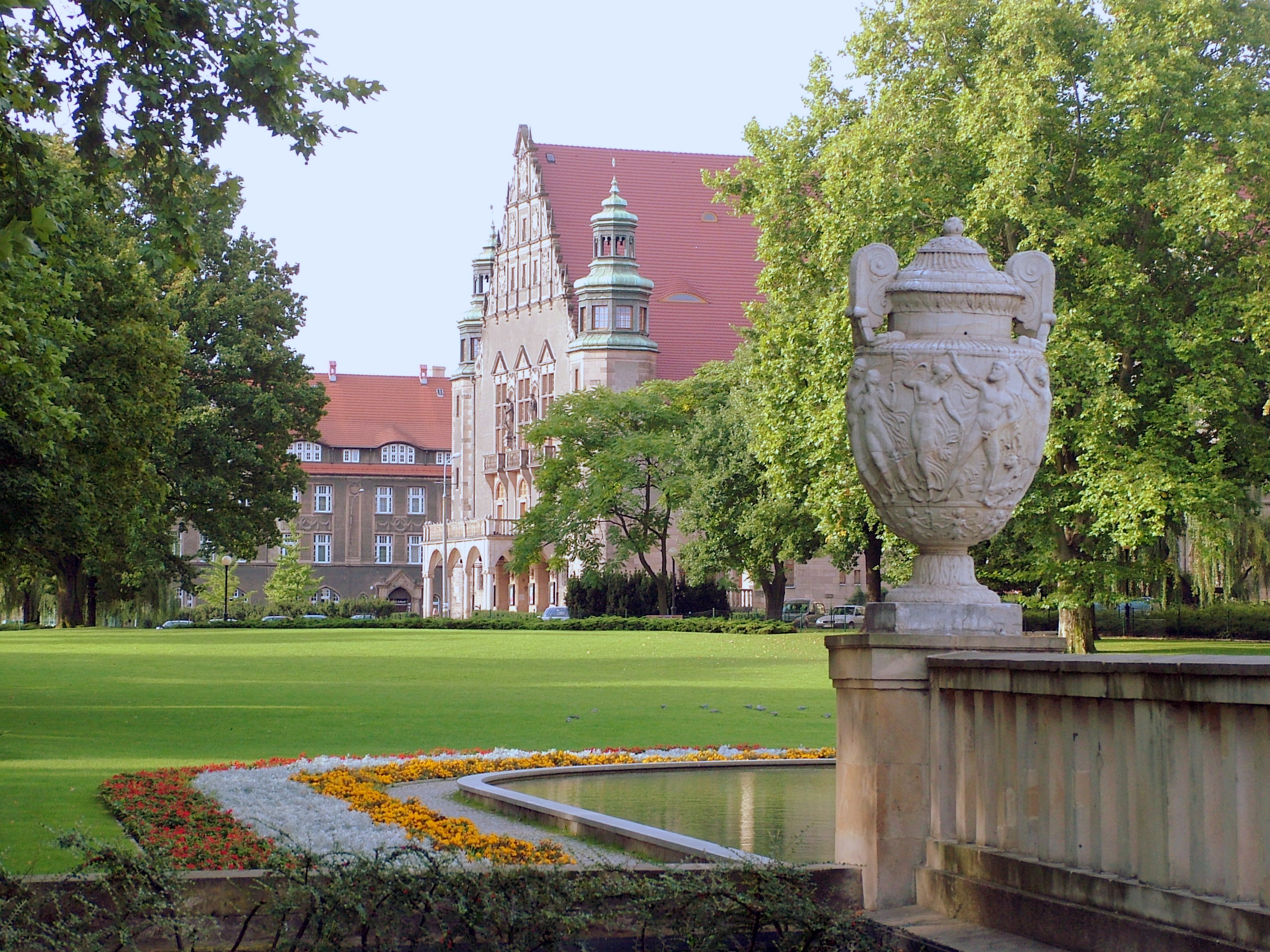
ポズナン大学（アダム・ミツキェヴィチ大学）
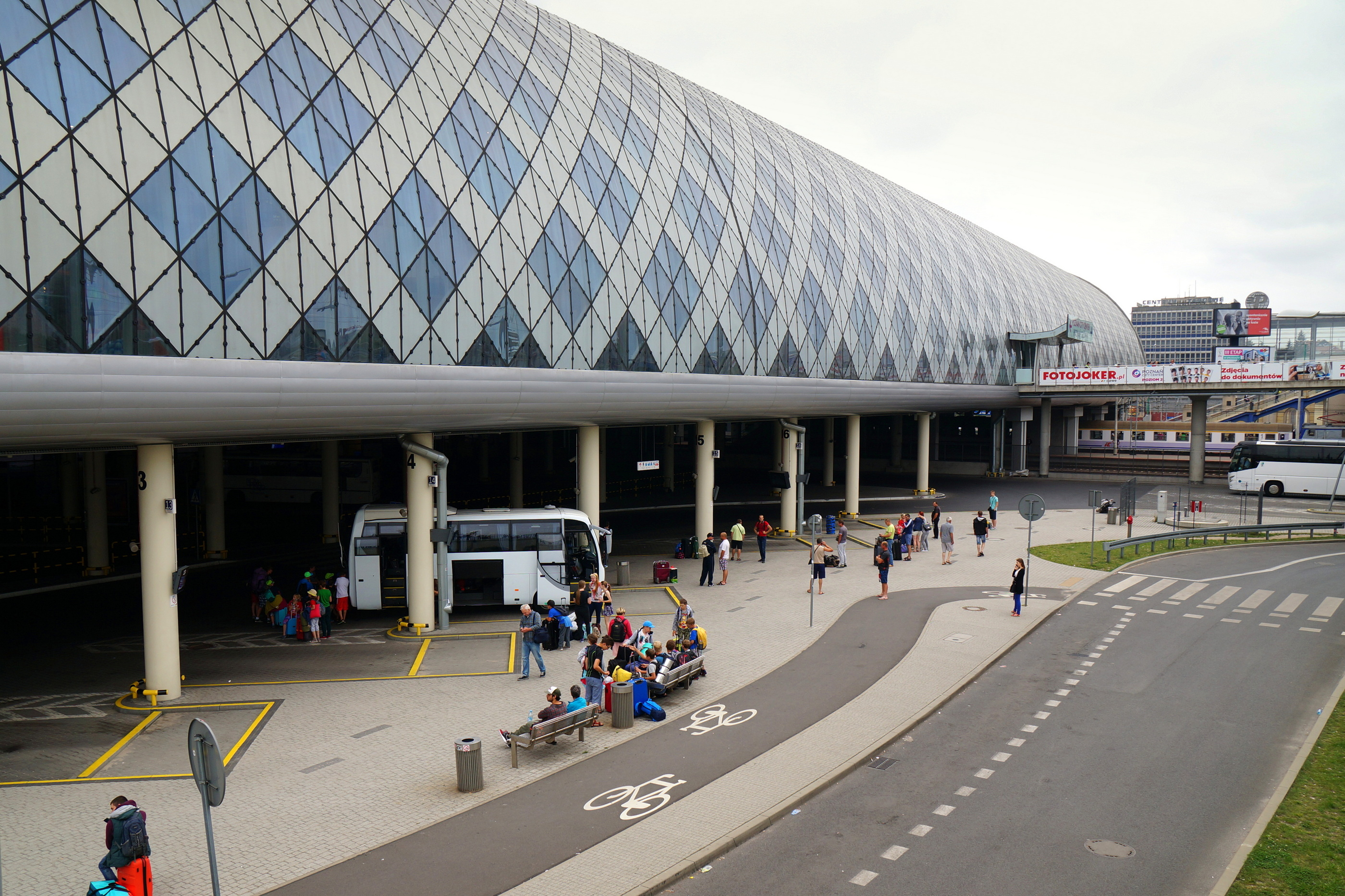
ポズナン中央駅
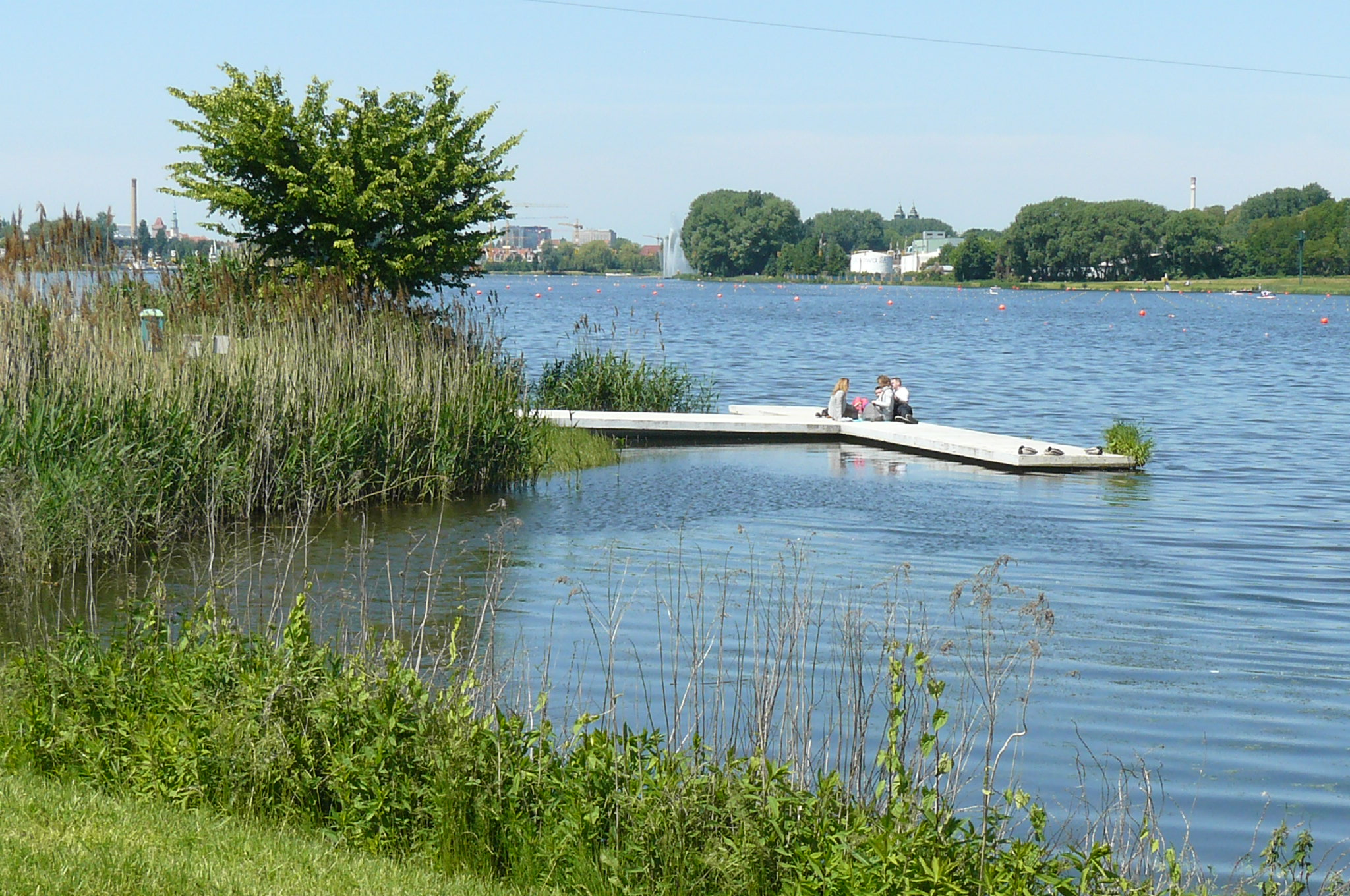
マルタ湖
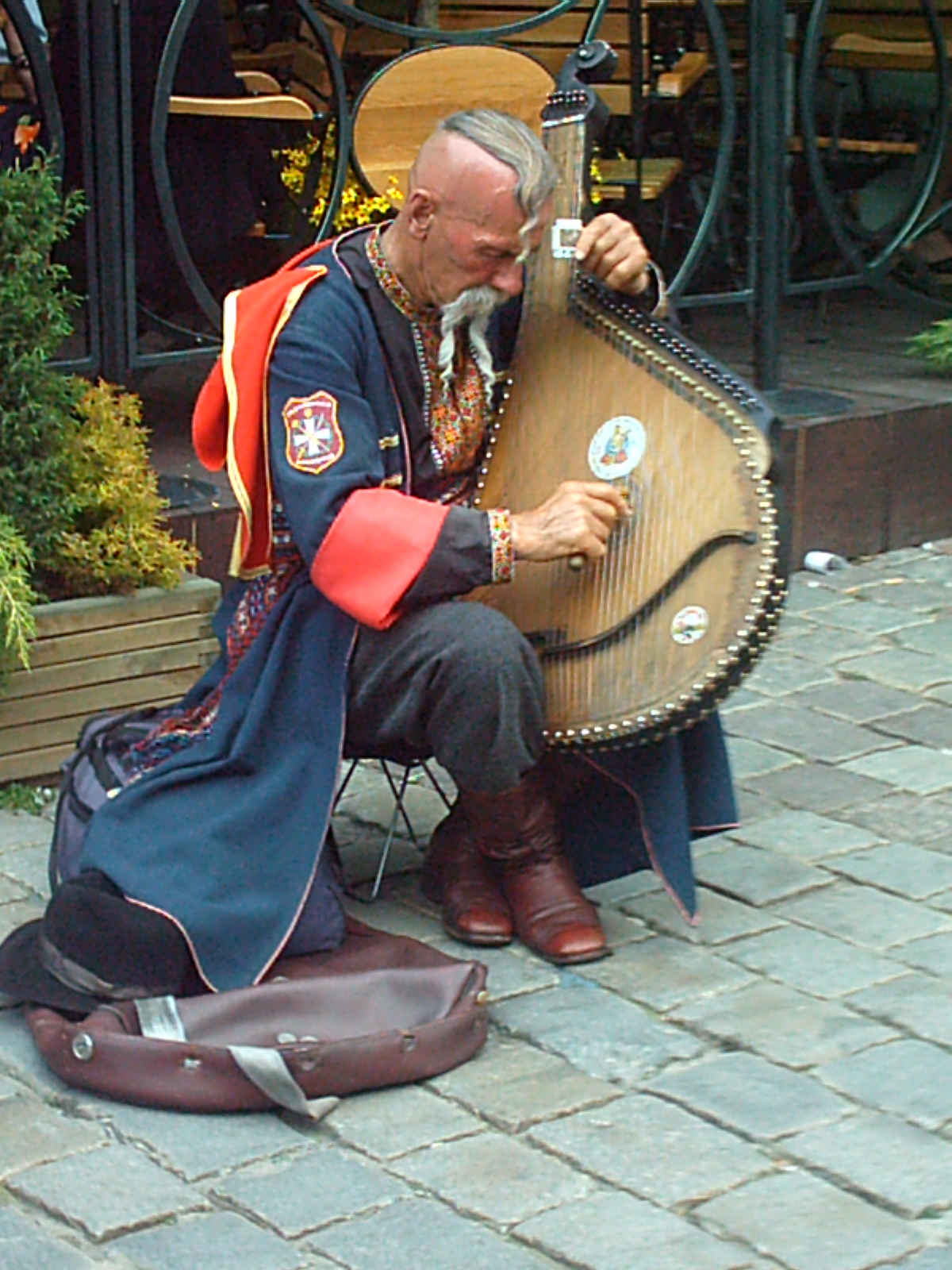
有名なコサック人の吟遊詩人オスタプ・キンドラチュク氏
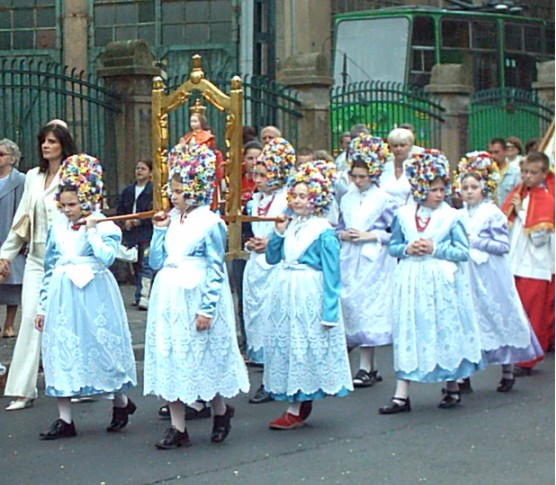
バンベルク人移民の祭り
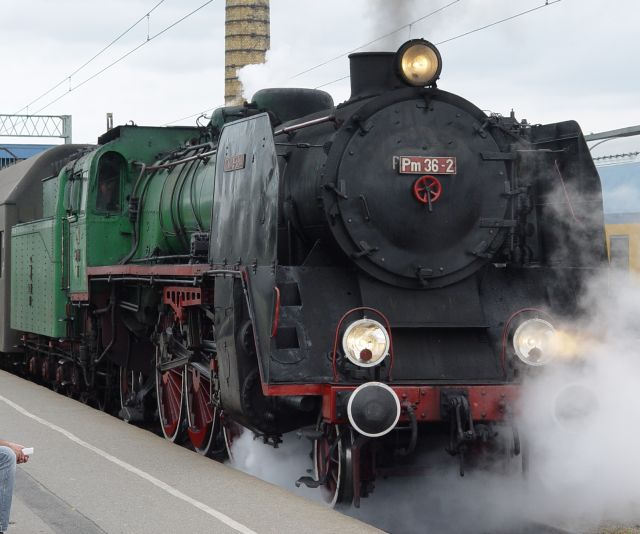
ヨーロッパで唯一、一般路線で毎日定期運航する蒸気機関車Pm3

## 著名な出身者
- ヴェルナー・フォン・ブラウン - 人類初の月面着陸を達成したサターンVロケットの開発を主導したロケット工学者。ロケット技術開発の最初期における最重要指導者のひとり。
- アントニ・ヘンリク・ラジヴィウ - 巨大貴族（オルディナト）
- クシシュトフ・コメダ - ジャズ・ピアニスト。ロマン・ポランスキーの映画の音楽を担当した。
- ヒポリト・ツェギェルスキ - ポーランドを代表する重工業メーカー「H.ツェギェルスキ・ポズナン」の創業者
- ヤン・A・P・カチュマレク - 作曲家、映画『ネバーランド』でアカデミー作曲賞
- マウゴジャータ・ディデック - 女子プロバスケットボール選手
- マリアン・レイェフスキ - エニグマ暗号機解読者
- イェジ・ルジツキ - エニグマ暗号機解読者
- ヘンリク・ジガルスキ - エニグマ暗号機解読者
- エルンスト・カントロヴィチ - 歴史学者。ポーランド系ドイツ人。
- ジェルメーヌ・クルル - 写真家。家系がドイツ化したポーランド系ドイツ人。
- スウェイスリング男爵家の祖先
- ジグムント・バウマン - 社会学者
- パウル・フォン・ヒンデンブルク - 軍人、ヴァイマール共和国の第2代大統領。第一次世界大戦中に、タンネンベルクの戦いで勝利して国民的英雄となった。
- ヴァーシャ・プルジーホダ　Váša Příhoda - チェコ人のヴァイオリニスト
- ハインリヒ・メンデルスゾーン - 大手建築請負業者
- ユダ・レーヴ - プラハで活躍したラビ、カバリスト
- ローベルト・レーマク - 動物学・生理学・神経病学者
- ユーリウス・フュルスト - 東洋学・ユダヤ学者
- マチェイ・ジュラフスキ - サッカー選手
- リリー・パルマー - 女優
- マウゴジャタ・ムシェロヴィチ - 児童文学作家
- アウグスタ・ホルツ - 長寿の人物。確実な証拠がある中では、人類史上初めて115歳を迎えた。

ゆかりのある人物
- イグナツィ・パデレフスキ - ピアニスト、作曲家、政治家
- ヴィクトル・ホルツ - 教育家、日独科学技術交流・文化交流の先駆者。ポーゼンで没した

旧ポーゼン管区の出身者
- ツヴィ・カリシャー - レシュノ出身のラビ、タルムーディスト、近代シオニズム理論家
- ハインリヒ・グレーツ - 歴史家、ドイツにおけるユダヤ学の代表的人物の一人
- フランツ・クサヴァー・シャルヴェンカ
- エーリヒ・ルーデンドルフ - ドイツ陸軍の有名な将軍
- カール・ブッセ - 詩人、「山のあなた」で有名

## 姉妹都市
| - アッセン、オランダ - ブラショフ、ルーマニア - ブルノ、チェコ - ジェール、ハンガリー - ハノーファー、ドイツ - ユヴァスキュラ、フィンランド - ハリコフ、ウクライナ | - ナーブルス、パレスチナ - ノッティンガムシャー、イギリス - ポスエロ・デ・アラルコン、スペイン - プロヴディフ、ブルガリア - レンヌ、フランス - 深圳、中華人民共和国 - トリード、アメリカ合衆国 |